# مرض عظمي
أمراض العظام هو مصطلح يشير إلى جميع الاضطرابات التي تصيب العظام، ولكن لأن مصطلح طب العظام غالبا ما يستخدم للإشارة إلى الجراحة، ولهذا فإن استخدام هذا المصطلح يمكن أن يسبب بعض الارتباك. وهناك مصطلح أشمل هو علم العظام وهو مصطلح يشير إلى كل ما يختص بالعظام من حيث تشكلها الدقيق وتكونها ووظائفها وأمراضها وخواصها المادية وغيرها.

## اضطرابات العظام والغضاريف
خلل التنسج العظمي الغضروفي هو مصطلح عام لمجموعة من اضطرابات التطور في العظام والغضاريف.

## قائمة الأمراض
توجد العديد من الأمراض العظميَّة، وتتضمن:
- تنخر العظم
- التهاب المفاصل
- حفز العظام
- تعظم الدروز الباكر
- متلازمة كوفن–لوري
- خلل التنسج الليفي المعظم المترقي
- خلل التنسج الليفي للعظم
- مرض فونغ (أو متلازمة الظفر والرضفة)
- كسر العظم
- ورم الخلايا العملاقة في العظام
- كسر الغصن الصغير
- النقرس
- هايبوفوسفوتيزيا أو نقص الألكلاين فوسفوتيز
- العرن الوراثي المتعدد
- متلازمة كليبل فيل
- أمراض العظام الأيضية
- الورم النخاعي المتعدد
- مرض بادجيت
- التهاب العظام الليفي الكيسي
- التهاب عظم العانة
- التهاب العظم والغضروف السالخ
- ورم عظمي غضروفي (سرطان العظم)
- تكون العظم الناقص
- لين العظام
- التهاب العظم والنقي
- التهاب العظام
- تصخر العظم
- هشاشة العظام
- فرط التعظم المتخلخل
- فرط نشاط جارة الدرقية الأولي
- سوء التغذية العظمي الكلوي
- كسور سالتر هاريس
- انحراف العمود الفقري جانبيا
- تورم الركبة